# Idan Yarkoni
Idan Yarkoni (hebräisch עידן ירקוני; * 28. Oktober 1982) ist ein israelischer Fußballschiedsrichterassistent.
Seit 2017 steht er als Schiedsrichterassistent auf der Liste der FIFA-Schiedsrichter und leitet internationale Fußballpartien. Er ist (gemeinsam mit Roy Hassan) langjähriger Schiedsrichterassistent von Orel Grinfeld bei internationalen Fußballspielen. Seit der Saison 2019/20 leitet er Spiele in der Europa League und in der Champions League.
Yarkoni war unter anderem bei der U-21-Europameisterschaft 2019 in Italien und San Marino, beim olympischen Fußballturnier 2020 in Tokio und bei der Europameisterschaft 2021 als Schiedsrichterassistent von Grinfeld im Einsatz.